# Хостел (филм из 2005)
Хостел (енгл. Hostel) је амерички хорор филм из 2005. године сценаристе и редитеља Илаја Рота.
Наставак, Хостел 2, снимљен је 2007. године.

## Радња
Двојица колега с факултета — Џош, Пакстон и њихов пријатељ са Исланда, Оли, којега су упознали на своме путовању, путују по Европи и стају у Амстердаму у потрази за пићем и дрогама.
Ондје их други путници саветују нека им следећа станица свакако буде Братислава: Словакиње су, наводно, луде за странцима, нарочито Американцима. Они долазе у бивши совјетски блок у Братислави, али онда схвате да су само потенцијалне жртве међународнога злочиначког круга.

## Улоге
| Глумац             | Улога    |
| ------------------ | -------- |
| Џеј Хернандез      | Пакстон  |
| Дерек Ричардсон    | Џош      |
| Ејтор Гудјонсон    | Оли      |
| Барбара Недељакова | Наталија |